# آرسن گریگوریان
آرسن گریگوریان (ارمنی: Արսեն Գրիգորյան؛ انگلیسی: Arsen Grigoryan؛ زاده ۲۰ ژانویه ۱۹۸۲) بازیگر، مجری، خواننده اهل ارمنستان است. وی از سال ۱۹۹۷ تاکنون مشغول فعالیت بوده‌است. وی از انستیتو دولتی سینما و تئاتر ایروان فارغ‌التحصیل شده‌است.

## تک‌آهنگ‌ها
- ۲۰۱۲ - «نگاه کن» (Տես)
- ۲۰۱۳ - «کیف» (Պայուսակ)
- ۲۰۱۳ - «امروز روز تولدته» (Քո ծնունդն է այսօր)
- ۲۰۱۴ - «الفبا» (Այբուբեն, به همراه سیروشو)
- ۲۰۱۴ - «۵ دقیقه» (۵ րոպե)

## گزیده فیلمشناسی
از فیلم و مجموعه‌هایی که وی در آن نقش آفرینی کرده‌است می‌توان به آثار زیر اشاره کرد.
- Artist هنرمند (۲۰۱۰)
- Ashtray زیرسیگاری (۲۰۱۱)
- Ala Bala Nica آلا بالا نیکا (۲۰۱۱)
- Life in a Day زندگی یک روزه (۲۰۱۱)
- Open the Door در را باز کن (۲۰۱۲)
- Me Too همچنین من (۲۰۱۲)
- گمشده و پیداشده در ارمنستان (۲۰۱۲)
- Caucho کائوچو (۲۰۱۳)
- Release اکران (۲۰۱۴)
- Tangerine نارنگی (۲۰۱۵)
- Aramma آراما (۲۰۱۵)
- زمین‌لرزه (۲۰۱۶)
- سه هفته در ایروان (۲۰۱۵)
- Bravo, Virtuoso براوو, ویرتوسو (۲۰۱۶)
- دومینو